# Henry Pottinger
Henry Pottinger, I baronetto (Mount Pottinger, 3 ottobre 1789 – Malta, 18 marzo 1856), è stato un militare, politico e nobile britannico.

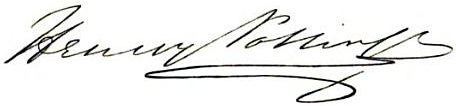
Firma di Henry Pottinger

Ministro plenipotenziario in Cina dal 1840, si scontrò aspramente con l'integerrimo funzionario imperiale Lin Zexu nella guerra dell'oppio, sconfiggendo ripetutamente i Cinesi e costringendoli a sottoscrivere il trattato di Nanchino (1842).
Divenuta quindi britannica per effetto del trattato Hong Kong, ne fu governatore dal 1843, per poi passare a Colonia del Capo nel 1846.
Nel 1847 fu nominato governatore di Madras. Morì a Malta nel 1856 ed è sepolto presso l'ex cimitero protestante di Floriana, meglio noto come Msida Bastion Historic Garden.